# Léon Gruel
Pour les articles homonymes, voir Gruel.
Léon Gruel (Paris, 14 mai 1841 - Cannes, 7 novembre 1923) est un relieur français.

## Biographie
Léon Gruel fait partie d'une lignée de relieurs, comprenant notamment son père Pierre-Paul Gruel, sa mère  Catherine Gruel–Mercier, son fils Paul Gruel, ainsi que son demi-frère Edmond Engelmann, avec lequel il travaille quelques années.
Léon Gruel est également auteur d'ouvrages consacrés à la reliure, membre du Cercle de la Librairie et président du syndicat de la reliure-dorure-brochure de 1889 à 1900.
Il cesse ses activités de relieur pour raison de santé en 1901 et décède en 1923.
Il a eu comme élève Antoine Joly.

## Distinctions
- Chevalier de la Légion d'honneur (1895)